# Габрица (област Смолян)
Вижте пояснителната страница за други значения на Габрица.
За другото българско село с име Габрица вижте Габрица (Област Шумен).
Габрица е село в Южна България. То се намира в община Смолян, област Смолян.

## География
Село Габрица се намира в планински район.

## История
До 1934 година името на селото е Габрово.

## Културни и природни забележителности
- Църквата „Свети Георги“
- Параклис „Свети Козма и Дамян“[4]
- старото читалище

## Редовни събития
Религията в село Габрица е само една – източноправославно християнство. В селото има църква „Св. Георги“. Всяка година на 6 май се събират хора от околните села и Смолян, за да направят курбан в чест на светията за здраве и дълголетие.